# Cissopis
Cissopis is een geslacht van zangvogels uit de familie Thraupidae (tangaren). Het geslacht is monotypisch:
- Cissopis leverianus  – Ekstertangare